# 2540 Blok
2540 Blok è un asteroide della fascia principale. Scoperto nel 1971, presenta un'orbita caratterizzata da un semiasse maggiore pari a 2,1961178 UA e da un'eccentricità di 0,0518755, inclinata di 1,26266° rispetto all'eclittica.